# Olgino

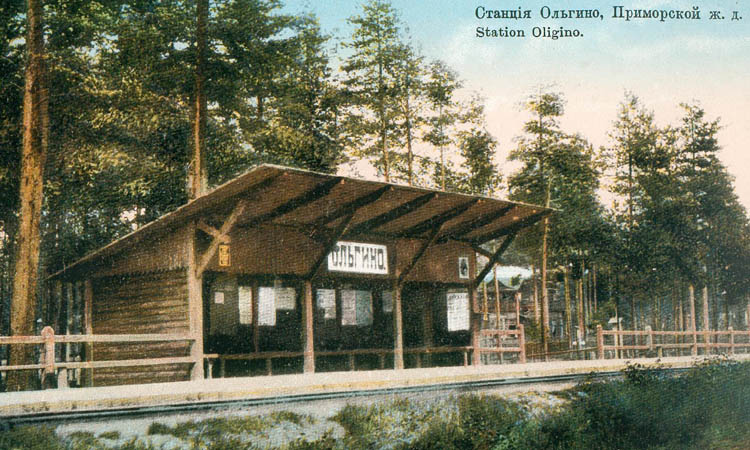
Die Olgino-Bahnstation der Primorski-Bahn im frühen 20. Jahrhundert

Olgino (russisch О́льгино) ist eine historische Gegend im Munizipalen Bezirk Lachta-Olgino, in Sankt Petersburg, Russland. Sie befindet sich südwestlich von Lachta und östlich von Lissi Nos. Diese Gegend an der Küste der Newabucht befand sich im mittleren 19. Jahrhundert im Besitz des Grafen Stenbock-Fermor, der von schwedischer Abstammung war, und ihr den abgeleiteten Namen seiner Frau Olga gab. Im frühen 20. Jahrhundert wurde Olgino zu einer blühenden Datschen-Siedlung nördlich der russischen Hauptstadt. Unter ihren Bewohnern war der Dichter Kornei Iwanowitsch Tschukowski. Im Januar 1963 wurde Olgino in die Stadt Leningrad eingegliedert. Sie wird als das St. Petersburger Gegenstück zu Rubljowka betrachtet, der exklusivsten Gegend nahe Moskau. 

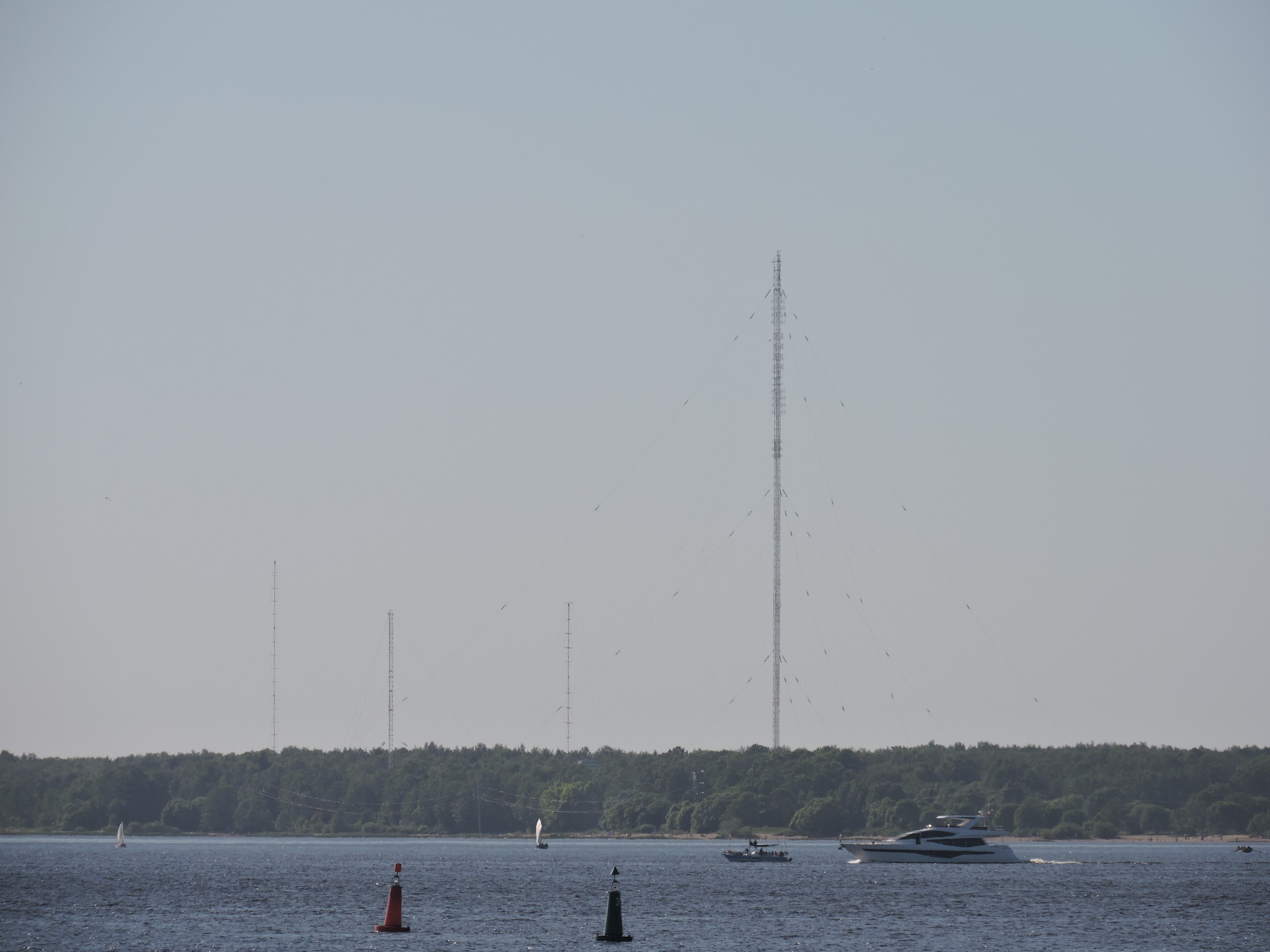
Sendeanlagen

In unmittelbarer Nähe des Ortes befindet sich der ОВЧ ЧМ комплекс (UKW-Sende-Komplex), ein ehemaliger Langwellensender mit 205 m hohem Stahlgittermast. Die Anlage in einem Sperrgebiet wird jetzt von verschiedenen UKW-Sendern im Radiocenter №1 genutzt, 2013–2014 auch von Propagandaeinrichtungen der sogenannten Internet Research Agency, die auch als die „Trolle von Olgino“ bekannt sind.